# Trichoglottis acutifolia
Trichoglottis acutifolia är en orkidéart som beskrevs av Henry Nicholas Ridley. Trichoglottis acutifolia ingår i släktet Trichoglottis och familjen orkidéer. Inga underarter finns listade i Catalogue of Life.